# Volha Aliseichyk
Volha Aliseichyk, auch Olga Aliseichyk (belarussisch Вольга Алісейчык Wolha Alissejtschyk, russisch Ольга Алисейчик Olga Alisseitschyk; * 1976 in Senkowitschi) ist eine deutsch-russisch-belarussische Übersetzerin und Dialogcoacherin.

## Leben
Aliseichyk ist in der ehemaligen Sowjetunion aufgewachsen und lebte in Minsk und Moskau. Sie studierte 1993–1998 Journalismus an der Belarussischen Staatsuniversität in Minsk. 1999 zog sie nach Berlin und schloss ihr Zweitstudium in Politologie 2006 an der Freien Universität Berlin ab. Ferner bildete sie sich als Dolmetscherin/Übersetzerin (an der Humboldt-Universität Berlin) und als Produktionsleiterin beim Film und Fernsehen (am ISFF Berlin) weiter. Seit 2001 arbeitet sie im Filmbereich als Dolmetscherin und Dialogcoach für die russische Sprache tätig; u. a. war sie an Film- und Fernseh-Produktionen von Achim von Borries, Alexander Dierbach, Helmut Dietl, Max Färberböck, Dennis Gansel, Dominik Graf, Markus Imboden, Sebastian Marka, John Moore, Milo Rau, Christian Schwochow, Alexander Sokurow, Steven Spielberg und Ute Wieland beteiligt. Dabei betreute sie Schauspieler wie Christiane Paul, Götz George, Marie Bäumer, Ronald Zehrfeld, Kasia Smutniak, Rade Šerbedžija, Christoph Waltz, Miranda Otto, Iris Berben und Mark Rylance. Aliseichyk lebt in Berlin.

## Filmografie (Auswahl)
- 2001: Russian Ark (Regie: Alexander Sokurow)
- 2008: Anonyma – Eine Frau in Berlin (Regie: Max Färberböck)
- 2010: Im Angesicht des Verbrechens (Regie: Dominik Graf)
- 2011: 4 Tage im Mai (Regie: Achim von Borries)
- 2012: Deckname Luna (Regie: Ute Wieland)
- 2012: Die vierte Macht (Regie: Dennis Gansel)
- 2012: Zettl (Regie: Helmut Dietl)
- 2013: Stirb langsam – Ein guter Tag zum Sterben (Regie: John Moore)
- 2013: Westen (Regie: Christian Schwochow)
- 2014: Die Moskauer Prozesse (Regie: Milo Rau)
- 2015: Bridge of Spies – Der Unterhändler (Regie: Steven Spielberg)
- 2015: Die Eisläuferin (Regie: Markus Imboden)
- 2015: Tannbach – Schicksal eines Dorfes (Regie: Alexander Dierbach)
- 2015: Tatort: Hinter dem Spiegel (Regie: Sebastian Marka)
- 2015: Homeland (Fernsehserie)
- 2016: Kundschafter des Friedens (Regie: Robert Thalheim)
- 2017: Babylon Berlin (Regie: Tom Tykwer)
- 2018: Werk ohne Autor (Regie Florian Henckel von Donnersmarck)
- 2018: Zersetzt – Ein Fall für Dr. Abel (TV-Film, Regie Hansjörg Thurn)
- 2020: Der Überläufer, (Regie: Florian Gallenberger)
- 2020: Deutschland ’89, (Regie: Randa Chahoud, Soleen Yusef)